# Santa Maria Maggiore della Pietrasanta
Crkva Santa Maria Maggiore della Pietrasanta je rimokatoličko vjersko zdanje smješteno na Via Tribunali u središnjem Napulju, Italija.

## Povijest
Tradicija kaže da je crkva podignuta 533. godine na vrhu ruševina Dijanina hrama; gradnju je potaknuo napuljski biskup Pomponio, rođak pape Ivana II.. Crkva na tom mjestu, posvećena Santa Maria Maggiore, posvećena je 535.:str 124. Uskoro je prozvana manjom baziličkom crkvom.
Do 1654. stara crkva je bila pred kolapsom, a rekonstrukcija je nastavljena prema nacrtima Cosima Fanzaga, što je dovelo do crkve s kupolom s grčkim križem kakav vidimo danas. Radovi su ubrzo prekinuti zbog nedostatka sredstava. U kripti postoje dokazi o ranokršćanskoj bazilici, a nalaz starog kamena s uklesanim križem dao je crkvi dio imena. Zvonik je sagrađen u 11. stoljeću.
Lijevo od ulaza i zaklanjajući lijevo donje pročelje, djelomično je renesansna kapela: Capella Pontano, koju je 1492. podigao Giovanni Pontano, tajnik Ferdinanda I. od Aragona.:str 127. Desno od crkve, nekoliko metara dalje, nalazi se srednjovjekovni zvonik.
Inventar crkve iz 1845. kaže da je prva kapela s desne strane imala oronulo platno s prikazom Djevice i sv. Petra i Pavla od Marca di Pina i glavnu oltarnu palu s prikazom Djevice od Navještenja od Giuseppea Bonita. Sljedeća kapela također je imala platno s prikazom anđela čuvara od Bonita, kao i platno od Vaccara s prikazom Madone della Grazie, biskupa Pomponija i svetog Antuna. U blizini glavnog oltara, kapela je imala arkanđela Rafaela i Tobiju od Bonita. Glavna kapela imala je oltarne pale Bonita (Zbor anđela) i sljedbenika Luce Giordana (Arkanđel sv. Mihaela). Posljednja kapelica lijevo imala je Farellijevu Svetu obitelj. Uz crkvu, kapela Presvetog Sakramenta imala je oltarnu sliku Anielle di Rosa.:str 125. - 126.

## Galerija
- Pogled s lijeve strane, pokazuje kupolu, Kapelu Pontano lijevo od pročelja i zvonik od opeke desno od pročelja
- Zvonik
- Interijer kupole
- Glavni oltar
- Skulpture

## Vanjske poveznice
|  | Zajednički poslužitelj ima još gradiva o temi Santa Maria Maggiore della Pietrasanta |